# Lista siturilor arheologice din județul Teleorman - Ț
Lista siturilor arheologice din județul Teleorman - Ț conține toate siturile arheologice din județul Teleorman înscrise în Repertoriul Arheologic Național (RAN) și aflate în localități al căror nume începe cu litera Ț. RAN este administrat de Ministerul Culturii și Patrimoniului Național și cuprinde date științifice, cartografice, topografice, imagini și planuri, precum și orice alte informații privitoare la zonele cu potențial arheologic, studiate sau nu, încă existente sau dispărute.
Puteți căuta un sit din localitățile care încep cu litera Ț folosind formularul de mai jos sau puteți naviga prin toate siturile din județ la Lista siturilor arheologice din județul Teleorman.
| Cod RAN                                | Denumire                                                                                               | Localitate                      | Adresă | Datare    | Descoperit | Coordonate                                    | Imagine           | Erori            |
| -------------------------------------- | --- | ------------------------------- | ------ | --------- | ---------- | --------------------------------------------- | ----------------- | ---------------- |
| 154843.01.01 (Cod LMI: TR-I-s-A-20212) | Tell-ul eneolitic de la țigănești - "Gorgan" / ansamblu anonim (Categorie: locuire civilă) (Tip: Tell) | sat Țigănești, comuna Țigănești | Gorgan | Gumelnița |            | 43°55′06″N 25°22′41″E / 43.91833°N 25.37806°E | Încărcați imagine | Raportați eroare |